# Predslav
Predslav je diskutabilní osobnost z dějin Velké Moravy, možný nejstarší syn Svatopluka I., možný vládce oblasti dnešní Bratislavy snad od roku 894 (smrt Svatopluka I.).
Na základě textu Cividalského evangelia („Szentiepulc, Szeuntezizna, Predeslaus“ – Svatopluk, Sventozizna, Predslav) někteří dnešní historici (původně Daniel Rapant) usuzují, že jeho otec byl velkomoravský panovník Svatopluk I. a matka Sventozizna blízká českému přemyslovskému rodu.
Kníže Svatopluk zemřel roku 894. Na smrtelné posteli vyzýval své syny k odporu vůči Frankům a rozhodnému úsilí za zachování politické moci Velkomoravské říše. Přestože legenda o třech prutech Svatoplukových hovoří o třech jeho synech a následnících, z historických zdrojů jsou známí pouze dva. Kromě Predslava byl druhým synem Mojmír II., který se po otcově smrti stal velkomoravským knížetem. Třetí syn, Svatopluk II., získal v léno nitranské knížectví. Brzy po roce 894 došlo mezi syny k rozbroji a započal se rozpad Velkomoravské říše.
Další prameny o Predslavovi mlčí. Nepřímo ho jen připomíná ve svém díle O spravovaní říše byzantský císař Konstantin VII. Porfyrogennetos tím, že poukazuje na nesoudržnost a nesvornost třech (ne jen dvou) synů Svatopluka I. po jeho smrti.
Podle některých historiků jde o toho Predslava, podle něhož byla svého času pojmenovaná Bratislava jako Preslava (což naznačuje poměrně nedávno objevený nápis PRESLAVVA CIV[ITAS] nalezený na bratislavských mincích z roku cca 1000 a například název Bratislavy „Preslavvaspurch“ v Altašských análech). Z toho brzy vzniklo německé Pressburg a slovenské Prešporok.